# Consto Arena
La Consto Arena – precedentemente noto come Nedre Eiker Stadion, Isachsen Stadion,  o tuttora conosciuto come Mjøndalen Arena – è uno stadio calcistico di Mjøndalen. È il corrente impianto casalingo della squadra omonima. In vista dell'Eliteserien 2015, all'interno dell'impianto sono stati effettuati dei lavori che hanno portato la capacità dei posti a sedere dai precedenti 3.050 agli attuali 4.700. Tra i tardi anni '60 fino agli anni '80, lo stadio ha ospitato anche diverse partite valide per le coppe europee. Il 16 marzo 2015, il Mjøndalen ha reso noto che lo stadio avrebbe cambiato nome in Isachsen Stadion per ragioni di sponsorizzazione. Il 19 dicembre 2018 è stato nuovamente cambiato il nome dell'impianto, che sarebbe diventato Consto Arena a partire dal 1º gennaio 2019.